# 東谷小雪
東谷 小雪（あずまや こゆき）は、吉崎観音作の漫画『ケロロ軍曹』およびその関連作品に登場する架空の人物。

## 人物
日向家を囲む四方の風の東。忍野村（しのびのむら）という忍者の村で暮らしていたくノ一。
一人称は基本的に「私（わたし）」だが、「小雪の嬢」と言うこともある。
パートナーはドロロ兵長。

### 外見・服装
身長は152cm、体重は42kg。
青緑色の髪と瞳をしており、大きなえんじ色のリボンを結んでいる。
髪は一本結びで、結ぶ位置は原作とアニメとでかなり違っていたが、超劇場版3・5thシーズンからは原作と同じ位置になった。
服装は忍者服を着ていることが比較的多いが、一般的な私服を着ている場合もある。もともと原作で小雪の着ている忍者服には冬服としての袖があるものと夏服としての袖の無いノースリーブのものがあったが、現在は袖の無いものに統一されている。アニメでは初登場時から袖なしのものを着ている。通学時はセーラー服を着ており、夏美やその他吉祥学園生徒のものとは異なる。これは村を離れるときに忍野村の仲間からもらったもの。下着は原作では当初普通の下着を着用していたが、話が進むにつれてふんどしに変わっている。水遊びの時は、ふんどしを締め、胸にはサラシを巻いている。アニメでは一般的な水着で、原作・アニメ共にスクール水着を着ていることもある。

### 性格・行動
明るく活動的。友達や信頼といった"絆"を大切にする性格で、特に夏美のためならあらゆることをしようとする。アニメでは「だいじょ〜び!!」が口癖。
長い間忍の世界で生きていたためか趣味思考や行動が常人とズレており、例えば夏美に誘われて日向家にお泊りした際は大量の暗器を持ち出していることや「オオサンショウウオの丸干し」などを「おやつ」として持ち込んでいることを夏美に仰天されていたり、夏美とデートをした際にはレストランで手裏剣を飛ばしたり天井に張り付いたりしたこともある。また、電車のマナーも知らず、網棚に普通に座ろうとしたこともある。小雪の思考や行動があまりにズレていて「普通」に振る舞うことが苦手なことは小雪自身で自覚することもあり、「普通」に慣れようとするエピソードもある。
その一方でかなりノリの良い一面や影響されやすい一面もあり、例えば時代錯誤なスポ魂物に感動して夏美とテニスで対決したことがあったり、ダンス☆マンにダソヌ☆マソを倒すために歌うよう言われた際には夏美・桃華・モアの3人は困惑気味だったものの、小雪だけは一人喜んだこともある。さらに夏美と競演できるという喜びからか無意識のうちに「火遁の術」を使っていたこともある。
ギロロが携帯で夏美にメールを送る作戦をしているにもかかわらず、それを拾った途端に走りながら交番に届ける描写からルールも分かって来た様子。

### 能力
忍者であるため運動神経は相当なもので、夏美と同等かそれ以上。彼女の使う忍術は非常に高度なものであり、「小雪忍法」と呼ばれる、主に冷気を操る忍法を多く持つ。特に変装術（本人曰く「他人の姿形・声色を真似る隠密術」）については原作で桃華に化けた際にポールにすら「侮れない」と言わしめたこともある。嗅覚も非常に鋭く、クルルの機械をもってしても彼女をごまかすことは不可能。また陰陽師として修行をした経験があり風水にも詳しく、九字の印から退魔の術を施して幽霊に多少なりともダメージを与えられる。
クルルによると「飛びぬけた身体能力に加え、ハイレベルな忍術能力を持っている」とのことで、作中でもその能力値の高さから彼女の活躍で地球が救われるエピソードは数多く存在し、夏美や冬樹とはまた違った観点からケロロ小隊による地球侵略の魔の手から地球をたびたび救っている。それ故に公式からもその身体能力の凄さは「異常」と評価されている。
優れた演技力の持ち主でもあり、昔話など国語力にも秀でている。しかしドロロとは違い日本の伝統行事に関する知識を著しく欠いていて、桃の節句も獅子舞も知らない。小刀を持つ時は左手、食事は右手を使うことから恐らく両利きと見られる（原作7・13巻）。
食べ物の話題が出ると、前述のオオサンショウウオなどのいわゆるゲテモノの話をする。また、おむすびを作ろうとすると、必ず砲丸のような代物が出来てしまう。
「芸人魂を持つくノ一」を自認し、日頃からネタ作りや練習を欠かさない。だが「面白い笑い話」だというので聞いてみたら「悪の十字架」というテーマのネタで「開くの10時か」という駄洒落を披露して場の空気を凍らせるなど、笑いのセンスは今一つ。本人は無自覚であり、なぜ凍ってしまうのかを理解していなかったりすることもあり、作中でもほとんどのキャラクターがこのダジャレで笑うことはないが、ごく稀にこのギャグを笑う人物も存在する。このダジャレについてダソヌ☆マソは「小細工なしのベタなダジャレ」と評している。

### 経歴
上述の通り、夏美やドロロと出会う前は忍野村（しのびのむら）という忍者の村で暮らしていた。
元は名もなかった出生不明の少女で、とある事情で頭領によって村に連れてこられた。「小雪」という名前は、彼女のお世話係にあたる骸（ムクロ）が名付けようと思った時に雪が降ったことに由来する。これらの設定はメディアミックスのオーディオドラマ『宇宙でもっともギリギリなCD』にて初めて明かされたもので、当初は原作やアニメでも反映されていなかったドラマCDオリジナルの設定であったが、後に原作・アニメ共に公式設定として一部設定が逆輸入されて登場している。
修行を重ねていた時、自身の仕掛けた動物用の罠にひっかかっていたドロロを見つける。第一発見者は忍犬・零夜叉で、当初は彼を河童と間違えていたものの、彼を見捨てることができず、村の住人の承諾を得て彼と同居生活を送ることになった。
忍野村を出た後は、ドロロと共に侵略宇宙人から地球を守る活動をしている。ドロロのケロロ小隊メンバーと合流する手助けもしたが、ドロロがケロロ小隊（特にケロロ）と絶縁を進言して以降は、2人で自給自足の生活を送っている。現在は吉祥学園中等部2年A組に在籍。住居については、原作・小説版では日向家の隣に、アニメでは西澤財閥所有の森の中の水車小屋に住んでいる。
なお小雪が育った忍野村についてだが、小雪やその他村の人々が村を出ると同時に解散をしたためその村自体は無くなっている。原作ではその村がどうなっているのかは特に明言されていないが、アニメでは小雪とドロロが日向家近隣に転居した後、ダム湖に沈んだとされている。

### 人間関係
ドロロに対しては上述の通り、日向姉弟がケロロ小隊と暮らしていることを嗅ぎ付けてケロロ小隊と合流する手助けをした。外の世界で仲良くなった最初の人物でもあり、ケロロ小隊とは友好的な関係にあって付き合いもよく、たびたび彼らのもとに世話になることも多い。上記の通りドロロとは2人で自給自足の生活を送っており、小雪とドロロが向かい合って食事をするシーンもよく登場する。
夏美とは、吉祥学園に転校して来たその日に出会って以降親友として仲良く付き合っている。原作の相関図では「禁断ラブ」と称されており、そのことからも分かる通り、小雪は夏美に対して友達と恋人を取り違えている節がある。原作ではむしろ友達という認識を通り越して、もはや恋愛（同性愛）感情を抱いていると言っていいほどの状態である描写も多々あり、原作の彼女には「すぐ服を脱がせようとする」という悪癖があり、夏美を裸にするために忍術まで使用することが多い。一緒に入浴した際は媚薬まで使って夏美とくっつこうとしていたこともある他、バレンタインにチョコも贈っている。アニメ版では放送規制の影響でこれらがある程度制限されているが、すぐ夏美にくっつこうとする所は変わっておらず、温泉や雪山で遭難したエピソードなどで仲の良い様子を披露している。アニメ第83話Aパートで一緒に温泉旅館に行った時は、原作同様夏美を裸にしようとしていた。
呼称については、原作では夏美のことを当初は「さん」付けで呼んでいたが、今は「夏美ちゃん」と呼ぶようになった。アニメでは一貫して「夏美さん」と呼んでいる。夏美からは「小雪ちゃん」と呼ばれているが、劇場版2では夏美から「小雪」と呼び捨てにされたこともあった。
なお、夏美は小雪の大胆な行動を見る度にうろたえているが、むしろ夏美は小雪と姉妹の方がよかったと思っている。また、夏美はたとえ普通とズレていても「忍の状態の小雪」こそが「普通の小雪」であると認識している。
学校内では、初登場時に夏美並の身体能力を見せ付けたことからクラスメートから「夏美のライバル」として認識されていたが、現在は夏美と共にクラスの要として頼りにされている。夏美をはじめとするクラスメートからは「小雪ちゃん」と呼ばれている。
桃華とは仲は悪くないのだが、日向家がらみで張り合うことが多く、温泉のチケットを巡って実戦にまで発展したこともある。この理由は桃華が冬樹を、小雪が夏美を慕っているために日向家がらみで「一つしかない座」が出るとどうしてもかち合ってしまうからである。
同じく夏美に惚れているギロロからは夏美との仲を嫉妬されており、彼は小雪のことをタママがアンゴル＝モアに対してそう呼ぶのと同じく、「あの女」と認識している。そのため、ギロロとも何かとかち合うことが多い。
ドロロ以外のケロロ小隊メンバーについてはあまり接点が無く、せいぜい「ドロロのお友達」という認識程度。ただし全く交流がないわけでもなく、ケロロのことを「ケロロさん」と敬称付きで呼んだり、ギロロのことも呼び捨てにすることがある。タママ・クルルとの絡みはほぼ皆無に等しいが、タママのことを一度だけ「タママさん」と呼ぶエピソードがある他、クルルとはアニメオリジナルで絡むエピソードが存在し、そのエピソードで彼のことを「博士」と認識している。
日向家関係では、冬樹のことは原作は「弟君（おとうとぎみ）」、アニメでは「冬樹さん」、劇場版では「冬樹殿」と呼んでいる。なお、冬樹からは基本的には「東谷さん」と呼ばれているが、アニメ第18話のみ「小雪ちゃん」と呼ばれたことがある。アニメでは日向秋奈との絡みもあり、彼女のことを「おばあちゃん」と呼んで慕っている。
その他にもアニメではお笑い繋がりでダソヌ☆マソとの絡みも存在しており、初対面時に彼のことを「地球に仇なす極悪宇宙芸人」と評するなど対等なライバル関係を築いている。